# Gertrude (bière)
Pour les articles homonymes, voir Gertrude.
La Gertrude est bière artisanale conçue dans la cité aclote dont elle porte le prénom de sa protectrice Sainte Gertrude. Elle est déclinée en plusieurs versions dont l'Ambrée, la Triple et la Secrète.

## Historique
La Gertrude, dont les recettes ont été élaborées à Nivelles, en Belgique, a été conçue par Emanuele Corazzini et Bruno Vandendriessche pour les versions ambrée et triple ; la version triple a été conçue par Bruno Deghorain et Bruno Vandendriessche.
La Gertrude Ambrée, titrant à 6°, a été brassée jusqu'en 2009 à la Brasserie de Bouillon et depuis à la Brasserie De Proefbrouwerij à Lochristi. La Triple titre à 7,5° et est depuis sa création brassée dans la même brasserie que l'actuelle Gertrude Ambrée. La Gertrude Triple a été conçue par Emanuele Corazzini et Bruno Vandendriessche.
En 2019 à l'occasion du dixième anniversaire de la Consoeurie des Secrets de Dame Gertrude, Bruno Deghorain et Bruno Vandendriessche conçoivent La Gertrude Secrète, titrant à 7°. La Secrète est une IPA qui est brassée à la brasserie La Binchoise.